# Independence Stadium (Zambia)
Het Independence Stadium is een multifunctioneel stadion in Lusaka, een stad in Zambia. Het stadion is oorspronkelijk gebouwd in de jaren 60 voor vieringen rondom de onafhankelijk van Zambia. Maar inmiddels wordt het stadion meestal gebruikt voor voetbalwedstrijden. Het nationale elftal speelt in dit stadion regelmatig haar internationale thuiswedstrijden. In het stadion is plaats voor 30.000 toeschouwers.